# Hiệp hội báo chí liên Mỹ
Hiệp hội báo chí liên Mỹ (tiếng Anh: Inter American Press Association, viết tắt là IAPA; tiếng Tây Ban Nha: Sociedad Interamericana de Prensa, viết tắt là SIP) là hội bảo vệ quyền lợi của báo chí, đại diện cho các tổ chức truyền thông khắp châu Mỹ.
Được thành lập năm 1943, Hiệp hội đại diện cho hơn 1.300 tờ báo giấy và tạp chí ở châu Mỹ. Các mục tiêu được nêu của Hiệp hội là để bảo vệ quyền tự do báo chí; bảo vệ quyền lợi của các báo ở châu Mỹ; thúc đẩy nghề báo có trách nhiệm; và khuyến khích các tiêu chuẩn cao về tổ chức thực hiện kinh doanh và nghề nghiệp.
Hiệp hội có 2 chi nhánh tự trị: Viện báo chí của Hiệp hội, cung cấp tư vấn về các vấn đề kỹ thuật xuất bản cho các thành viên ở châu Mỹ Latinh, và Quỹ học bổng của Hiệp hội, cung cấp kinh phí cho các hoạt động giáo dục.
Hiệp hội báo chí liên Mỹ là thành viên của tổ chức Quốc tế Tự do trao đổi ý kiến, một mạng lưới quốc tế có hơn 70 Tổ chức phi chính phủ chuyên theo dõi các vi phạm tự do báo chí và tự do ngôn luận trên khắp thế giới.
Hiệp hội này đã bị nhiều nghiệp đoàn ký giả châu Mỹ Latinh chỉ trích, cho rằng Hiệp hội chỉ đại diện cho các chủ nhân của các công ty truyền thông lớn, rằng dường như nó không bảo vệ chính các nhà báo, và nó có liên quan chặt chẽ với các đảng cánh hữu.

## Lịch sử
Hiệp hội báo chí liên Mỹ được nghĩ ra ở Đại hội các nhà báo toàn châu Mỹ lần thứ nhất năm 1926, với một Ủy ban thường trực được thành lập năm 1942 sau Đại hội thứ hai. Hiệp hội được chính thức thành lập vào năm 1943, và năm 1950 đã trở thành một tổ chức hoàn toàn độc lập với các chính phủ trong khu vực.
Năm 1977 có tin nói rằng Hiệp hội này do cơ quan CIA thiết lập.
Năm 2000 Hiệp hội khai trương tòa nhà trụ sở mới, được đặt theo tên Jules Dubois, người từng làm chủ tịch "Ủy ban Tự do Báo chí và Thông tin" trong 15 năm (1950-1965).

## Các chủ tịch
- Luis Franzini, (Uruguay, 1951 - 1952)[4]
- John S. Knight, (Hoa Kỳ, 1952 - 1953),[5]
- Andrew Heiskell, (Hoa Kỳ, 1961 - 1962),[6]
- Jack R. Howard, (Hoa Kỳ, 1965 - 1966),[7]
- Lee Hills, (Hoa Kỳ, 1967 - 1968),[8]
- Agustín Edwards, (Chile, 1968 - 1969),[9]
- James S. Copley (Hoa Kỳ, 1969 - 1970)
- M. F do Nascimento Brito, (Brasil, 1970 - 1971),[10]
- Robert U. Brown, (Hoa Kỳ, 1971 - 1973),[11]
- Julio de Mesquita Filho, (Brasil, 1974 - 1975),[12]
- Argentina S. Hills (Puerto Rico, 1977 - 1978),[13]
- Charles E. Scripps, (Hoa Kỳ, 1981 - 1982),[14]
- James B. McClatchy (Hoa Kỳ, 1991 - 1992),[15]
- Manuel J. Jiménez (Costa Rica, 1988 - 1989),[16]
- Danilo Arbilla (Uruguay, 2000 - 2001)[17]
- Robert J. Cox, (Hoa Kỳ, 2001 - 2002),[18]
- Andrés García Gamboa, (Mexico, 2002 - 2003),[19]
- Jack Fuller, (Hoa Kỳ, 2003 - 2004),[20]
- Alejandro Miró Quesada, (Peru, 2004 - 2005),[21]
- Scott C. Schurz, (Hoa Kỳ, 2005),[22]
- Diana Daniels, (Hoa Kỳ, 2005 - 2006),[23]
- Rafael Molina Morillo, (Cộng hòa Dominica, 2006 - 2007),[24]
- Earl Maucker (Hoa Kỳ, 2007 - 2008)[25]
- Andrés García Lavín (Mexico, không biết ngày tháng),[26]